# Lepidozamia hopei
Lepidozamia hopei je druh australského cykasu z čeledi zamiovité (Zamiaceae). Jedná se o vůbec nejvyšší cykas na světě.

## Rozšíření a klima
Lepidozamie pocházejí z dešťových pralesů ve východním Queenslandu a východním New South Walesu, v oblastech kde prakticky nedochází k lesním požárům. Denní teploty se v létě pohybují kolem 30 °C. Snadno se pěstují jako ozdobné rostliny pro své krásné listy. Jsou relativně odolné chladu.

## Rozmnožování
Rozšiřují se pouze semeny, která jsou požírána divokými prasaty a hlodavci a šířena trusem. Opylovány jsou pouze druhem nosatcovitého brouka z rodu Tranes, který žije a množí se v samčích šiškách a hromadně se přemisťuje do samičích šišek v době jejich zrání.

## Popis
Tyto cykasy bývají obvykle nevětvené, vysoké s kmeny pokrytými zaschlými stonky starých listů.
Druh Lepidozamia hopei je znám jako vůbec největší cykas na světě s výškou 17–20 m, na rozdíl od příbuzného druhu Lepidozamia peroffskyana má o něco širší lístky.